# Аронштам, Лазарь Наумович
Ла́зарь Нау́мович А́ронштам (8 июня 1896, Борзна, Черниговская губерния — 25 марта 1938, Хабаровск) — советский военный деятель, армейский комиссар 2-го ранга (1935). Участник гражданской войны в РСФСР (1917/18—1922). Член Военного совета при наркоме обороны СССР.

## Биография
Лазарь Наумович Аронштам родился 8 (20) июня 1896 года в городе Ромны Полтавской губернии (ныне Сумская область) Российской империи. Еврей. В семье Аронштамов помимо Лазаря было три сына и дочь. Лазарь Наумович поступил в Лодзинском мануфактурно-промышленное училище, но в 1914 году вместе с потоком беженцев из Царства Польского семья Аронштамов перебралась в село Борзна Черниговской губернии, а он продолжил своё обучение в 8-й Варшавской гимназии в Чернигове до 1915 года, когда семья переехала в Харьков и там он закончил 1-ю Ковенскую гимназию. Во время учёбы был активным членом революционных кружков на Украине, в 1915 году вступил в коммунистическую партию, а в 1916 году входил в состав Харьковского комитета РСДРП(б).
В сентябре 1917 года поступил на юридический факультет Московского университета. Во время своего пребывания в Москве Аронштам становится партийным работником Сокольнического районного комитета РКП(б) и одновременно служит в Красной гвардии. В качестве красногвардейца Московского ревкома принимал участие в октябрьских событиях 1917 года в районе Красной пресни и Кудринской площади). В феврале-марте 1918 года курсант артиллерийского отделения 1-х Московских советских командных курсов. Участвовал в Гражданской войне в России: в марте-апреле 1918 г. разведчик-красногвардеец 1-й армии Гомельского направления, 1-го Московского революционного отряда, воевал с немецкими войсками на Западном фронте. В апреле-июне 1918 года политбоец комиссии В.А. Трифонова по организации Красной армии на станции Тихорецкая Северо-Кавказской железной дороги. В июле-августе 1918 года политбоец отряда Николая Ильича Подвойского в Курске и Льгове.
С 1918 года в Рабоче-крестьянской Красной армии: в августе-ноябре 1918 года военный комиссар 1-го Пермского батальона 5-го Средне-Уральского стрелкового полка, с ноября 1918 года член редакционной коллегии газеты «Красный боец» 3-й армии Восточного фронта. С января 1919 года военный комиссар полевого смешанного артиллерийского дивизиона 14-й стрелковой дивизии 9-й армии. С марта 1919 года военный комиссар 3-й стрелковой бригады, с ноября 1919 года военный комиссар 1-й стрелковой бригады 14-й стрелковой дивизии 9-й армии. С февраля 1920 года военный комиссар 14-й стрелковой дивизии им. А.К. Степина Кавказского фронта. Из отзыва на Л. Н. Аронштама, данного бывшим военным комиссаром 40-й бригады 14-й стрелковой дивизии Василием Петровичем Виноградовым: «В 1920 г., в июне месяце, я был назначен комиссаром 40-й бригады 14-й стрелковой Краснознаменной имени Степина дивизии, комиссаром которой был Аронштам Лазарь. Тов. Аронштам пользовался в дивизии большой популярностью среди красноармейцев и авторитетом у командного и политического состава дивизии. Член партии с 1915 г., политически развитый и теоретически хорошо грамотный, пользовался большим уважением членов партийной организации нашей дивизии. Под руководством тов. Аронштама мне довелось быть участником подавления восстаний на Тереке и Кубани, а также подавления в Дагестане. В 1921 г. тов. Аронштам был избран на X партсъезд и вместе с делегатами этого съезда участвовал в подавлении Кронштадтского мятежа...». В августе-ноябре 1921 года военный комиссар 28-й стрелковой дивизии 11-й армии. С ноября 1921 года слушатель Военной академии РККА, но после второго курса в апреле 1923 оставляет учёбу по собственному желанию, после чего назначается военным комиссаром 4-й Смоленской стрелковой дивизии Западного фронта. В июне-июле 1924 года помощник командира 5-го стрелкового корпуса Западного фронта по политической части. В июле-сентябре 1924 года военный комиссар Инспекции артиллерии РККА.
С августа 1924 года находился на нелегальной партийной работе в Польше по линии военной разведки, числясь в резерве Политического управления РККА. С 1924 по 1925 годы был членом Центрального комитета Коммунистической партии Польши и с 1924 года был секретарем Центрального комитета Коммунистической партии Западной Белоруссии. В феврале 1926 года Аронштам был арестован польскими властями и по январь 1928 года был заключенным в тюрьмах Белостока и Варшавы. Выслан в СССР по обмену арестованными. В январе-июле 1928 года на партработе в Польской секции ИККИ. С июля 1928 года ответственный секретарь Витебского окружного комитета КП(б)Б. С декабря 1929 г. вновь в РККА, начальник политического управления Белорусского военного округа. Из приказа народного комиссара по военным и морским делам и председателя РВС СССР № 0117 от 17 октября 1933 г. с объявлением благодарности командованию БВО: «Командующему войсками Белорусского военного округа т. Уборевичу и члену Революционного военного совета Белорусского военного округа т. Аронштаму — за проявленную энергию и большевистскую настойчивость в организации социалистического соревнования и высокий уровень боевой подготовки подчиненных им войск». С сентября 1933 г. заместитель командующего по политической части и начальник политического управления ОКДВА. В конце 1935 года в Красной армии были введены персональные воинские звания и Аронштаму было присвоение звание армейского комиссара 2-го ранга, что соответствовало общевойсковому званию командарм 2-го ранга. С декабря 1936 года начальник политического управления, затем член Военного совета Московского военного округа. С мая 1937 года член Военного совета Приволжского военного округа. На XVI съезде ВКП(б) избирался членом Центральной контрольной комиссии ВКП(б). С апреля 1932 года по январь 1934 года член Президиума ЦКК ВКП(б). На XVII съезде ВКП(б) избирался членом Центральной ревизионной комиссии ВКП(б), на июньском (1937) пленуме ЦК ВКП(б) выведен из состава членов ЦРК ВКП(б). Член Военного совета при народном комиссаре обороны СССР.
Арестован 31 мая 1937 года. В тот же день постановлением СНК СССР был выведен из состава Военного совета при народном комиссаре обороны СССР. Обвинен в участии в военно-фашистском заговоре в РККА. На следствии к Аронштаму применялись «физические методы воздействия». 25 марта 1938 года Аронштам выездной сессией Военной коллегии Верховного суда СССР в Хабаровске был приговорён к высшей мере наказания и в тот же день расстрелян. Реабилитирован определением ВКВС СССР 2 июня 1956 г. Восстановлен в КПСС (по заявлению вдовы) решением КПК при ЦК КПСС 25 июля 1956 г.

## Воинские звания
Армейский комиссар 2-го ранга — 20.11.1935.

## Награды
- Орден Красного Знамени (20.02.1928[9]).

## Семья
Отец — Наум Аронштам — был владельцем маленькой текстильной фабрики в городе Лодзь, по другим данным — торговым агентом или конторским служащим.
Мать — Екатерина Григорьевна Аронштам (Ульянская) (1874 — после 1936) — происходила из богатой и преуспевающей купеческой семьи Ульянских, довольно заметной в Черниговской губернии. Беспартийная. С 1928 г. получала персональную пенсию за двоих погибших на Гражданской войне сыновей, в 1938 г., после ареста двоих оставшихся сыновей, была лишена этой пенсии. С августа 1933 г. проживала в Хабаровске вместе с сыном Лазарем, служившим там, с декабря 1936 г. перебралась в Москву, к новому месту службы сына.
Старший брат — Григорий Наумович Аронштам (1893—1938) — с 11 мая 1928 года по август 1930 года был 1-м секретарём Центрального комитета КП Туркмении, а также членом ЦКК ВКП(б).
Другой старший брат Илья Наумович Аронштам (1895—1919) вступил в партию большевиков в мае-июне 1917 года и будучи студентом Психоневрологического института, он ездил с партийным поручением из Санкт-Петербурга в Харьков. В начале своей партийной жизни он работал в военной организации, сначала в Нижнем, будучи солдатом 1-го учебного студенческого батальона, а потом в Питере, где он был юнкером 2-й Петергофской школы прапорщиков. Во время Октябрьского переворота, он во главе с несколькими товарищами захватывает телефонную станцию Петергофа и, перехватывая и исправляя телефонограммы Керенского к петергофским юнкерам, на несколько часов задерживает выступление юнкеров на Петроград. После Октябрьского переворота назначен комиссаром телефонной станции в Петергофе. Участвовал в Гражданской войне в России: военный комиссар 3-го Сводного пехотного (впоследствии 250-го стрелкового) полка, с которым участвовал в подавлении Ижевско-Воткинского восстания, позже комиссаром 1-й бригады. 18 мая 1919 года при переходе с левого фланга 29-го полка 1-й бригады 28-й дивизии, который действовал непосредственно против деревни Верхние Заструги по линии железной дороги, в зону действия 30-го полка той же бригады, производившего обход деревни с северо-востока, комиссар 1-й бригады Илья Аронштам вместе с политкомиссаром 28-й дивизии Владимиром Сергеевым попали в плен к колчаковцам, предпринявшим в тот момент контратаку. Тела убитых комиссаров были обнаружены только после начала контрнаступления 2-й армии, в селе Сосновка, и 26 мая 1919 года были похоронены в братской могиле красноармейцев у станции Вятские Поляны.
Младший брат Борис Наумович Аронштам (1899—1919) тоже погиб в годы Гражданской войны в России на Южном фронте 6 июня 1919 г., через несколько дней после гибели брата Ильи. Гимназист 7-го класса, 19-летний юноша, отдал свою жизнь за революцию. Вступив в ряды Харьковского союза коммунистической молодежи, он в короткий срок, благодаря начитанности и личным качествам, избирается секретарем союза. Наступление немцев на Украину заставляет Борю уйти на фронт и с винтовкой в руках защищать революцию. Фронт подорвал здоровье Бори, и он приезжает в Москву, где работает в Сокольническом райкоме партии в качестве помощника секретаря. В сентябре 1918 года Сокольнический военкомат отправляет его с гаубичным артиллерийским дивизионом на южный фронт. Тут он вскоре был ранен в голову, но остался в строю. В дивизионе его избирают членом контрольно-хозяйственной комиссии, потом секретарем коммунистической ячейки. Честный и мягкий, Боря завоевывает общую любовь красноармейцев и командного состава. Во время отступления с Дона он выехал с обозом в тыл, где должен был формироваться дивизион. В тылу вспыхнуло восстание казаков, и обоз попадает к ним в руки. В хуторе Орловском его схватывают, уводят в лес и расстреливают. В лесах Медведицы оборвалась юная жизнь революционера.
Сестра — Эсфирь Наумовна Аронштам, член РКП(б) с 1922 года, — была замужем за Георгием Алексеевичем Прокофьевым (1902—1939), первым советским стратонавтом.
Первая жена — Нина Евгеньевна Гриневич (1900 — 16 октября 1941) — из дворянского рода. Во время советско-польской войны Аронштам был комиссаром 4-й стрелковой дивизии Западного фронта, которым командовал Михаил Николаевич Тухачевский. В этот период она и познакомилась с будущим маршалом, выйдя за него замуж в 1921 году. После ареста второго мужа была сослана, затем — расстреляна (в октябре 1941 года). От брака с Тухачевским у неё родилась дочь Светлана (1922—1982). Посмертно реабилитирована 3 июня 1956 года.

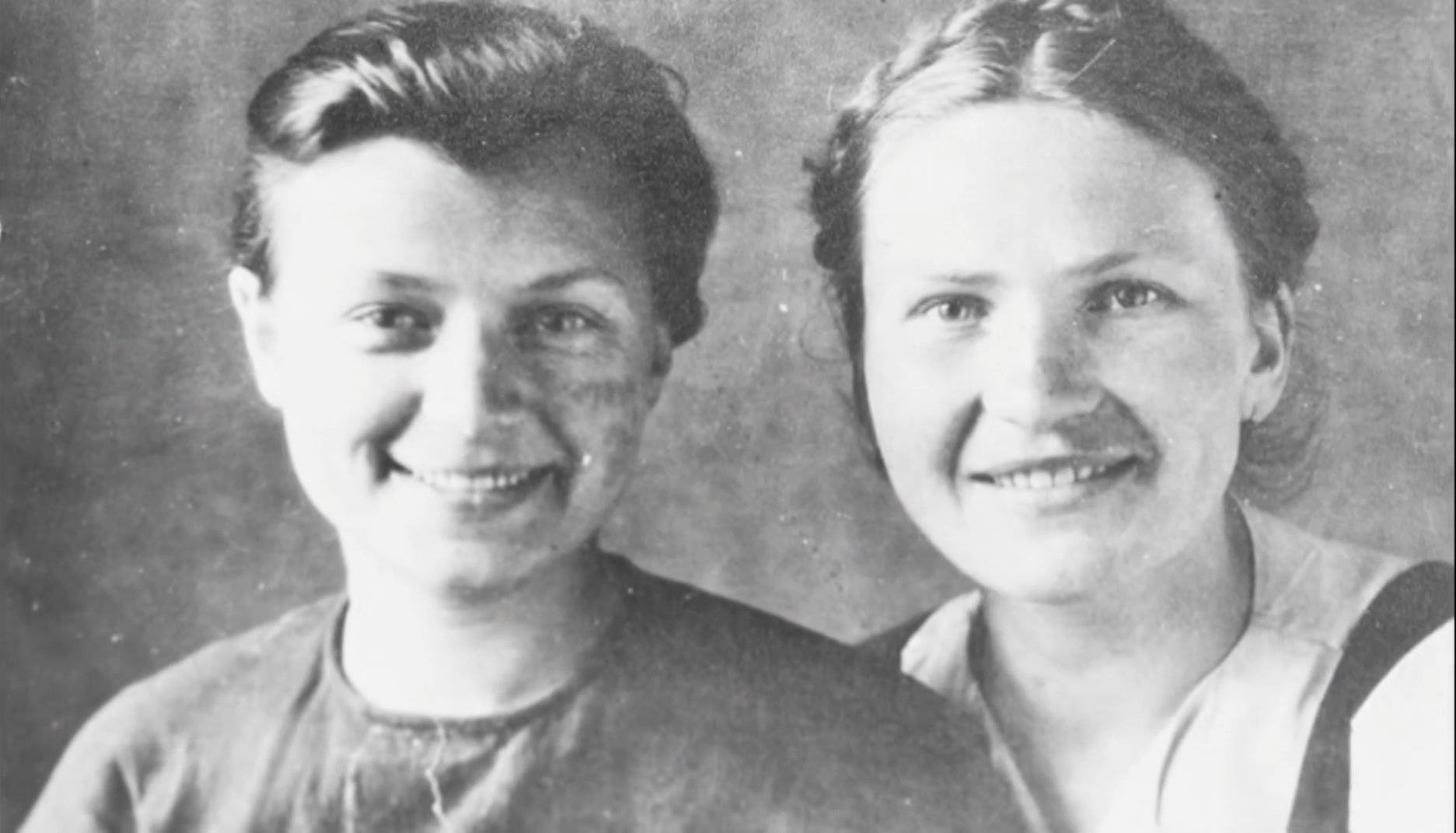
Светлана Тухачевская (слева) в 1930-х годах

Вторая жена — Лидия Терентьевна Вожлакова (1906 — 13 января 1982) — была арестована в ноябре 1937 года. Особым совещанием при НКВД СССР 28 апреля 1938 года была приговорена к восьми годам исправительно-трудовых лагерей как член семьи изменника Родины (ЧСИР). Срок отбывала в Акмолинском отделении Карагандинского лагеря, куда прибыла 10 августа 1938 года из Бутырской тюрьмы. Освобождена 6 октября 1945 года. С 1955 года жила в Москве. Реабилитирована 22 октября 1955 года.
Сын — Юрий Лазаревич Аронштам (1934—99) — после ареста родителей воспитывался бабушкой. Окончив институт, работал инженером во Всесоюзном научно-исследовательском институте электроэнергетики (ВНИИЭ). Жил в Москве. В браке родился сын.